# Historia de Kentucky Fried Chicken
KFC (Kentucky Fried Chicken) fue fundado por el Coronel Harland Sanders, un emprendedor que comenzó a vender pollo frito en su restaurante al borde de la carretera en Corbin, durante la  Gran Depresión. Sanders identificó el potencial de hacer franquicias del restaurante, y la primera franquicia de "Kentucky Fried Chicken" abrió en Salt Lake City, Utah en 1952. KFC popularizó al pollo en la industria de la comida rápida, diversificando el mercado desafiando el domino establecido de la hamburguesa. Nombrándose a sí mismo como "Coronel Sanders" el fundador se convirtió en una figura prominente en la historia cultural Americana, y su imagen sigue siendo ampliamente usada en la publicidad de KFC. La rápida expansión de la compañía la hizo muy grande para la gestión de Sanders, por lo tanto en 1964 vendió la compañía a un grupo de inversionistas liderado por John Y. Brown, Jr. y Jack C.
KFC fue una de las primeras cadenas de comida rápida en expandirse internacionalmente, abriendo establecimientos en Inglaterra, México y Jamaica a mediados de los 60's. A lo largo de los años 70 y 80, KFC experimentó éxito mezclado de manera doméstica, y atravesó una serie de cambios en propiedad corporativa con poca o ninguna experiencia en el negocio de los restaurantes. A principios de los años 70's, KFC fue vendido al distribuidor Heublein, que fue tomado por el conglomerado de comida y tabaco R.J. Reynolds, el cual posteriormente vendió la cadena a PepsiCo. La cadena continuo su expansión internacional, y en 1987 KFC se convirtió en el primer restaurante Occidental en abrir un establecimiento en China
En 1997, PepsiCo separó su división de restaurantes como Tricon Global Restaurants, que posteriormente cambió su nombre a Yum! Brands en 2002. Yum ha probado ser un propietario más enfocado que Pepsi, y a pesar de que el número de establecimientos de KFC ha disminuido en los Estados Unidos, la cadena ha continuado su crecimiento en Asia, Sudamérica, Europa y África. La cadena se ha expandido a 18,875 establecimientos en 118 países y territorios, con 4,563 establecimientos en China, el mercado más grande de KFC.

## Origen
Harland Sanders nació en 1890 en una granja a las afueras de Henryville, Indiana. Su padre murió en 1895, y para cubrir los gastos su madre tomó un empleo en una planta de enlatado. Como el hijo mayor a la edad de 5 años, Sanders fue dejado al cuidado de sus dos hermanos. Cuando cumplió 7 años su madre le enseñó a cocinar. Después de dejar su hogar a la edad de 13 años, Sanders persiguió muchas profesiones incluyendo trabajador de vías y vendedor de seguros, con éxito mezclado. En 1930, tomó una estación de Shell en la Ruta 25 justo a las afueras de Corbin del Norte, una pequeña ciudad al borde de los Apalaches. Para junio había convertido la bodega en un área de comidas utilizando su propia mesa, sirviendo platillos como filetes y jamón glaseado a los viajeros.

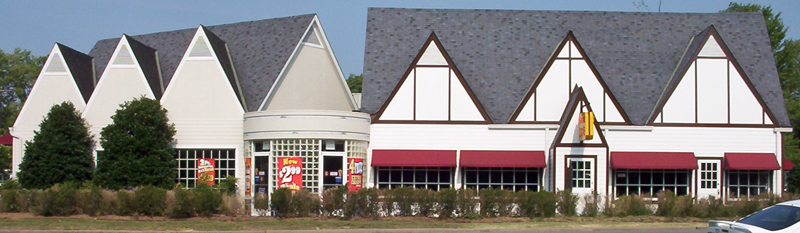
El café y museo de Harland Sanders.

En 1934, Sanders adquirió el arrendamiento de la estación Pure Oil al otro lado de la carretera, debido a su gran visibilidad para los motociclistas. Fue entonces cuando comenzó a vender pollo frito. Para mejorar sus habilidades, Sanders tomó un curso de ocho semanas sobre administración de restaurantes en la Universidad Cornell de Administración Hotelera. Para 1936, su negocio había probado ser lo suficientemente exitoso para ganarse el título de Coronel Kentucky por el Gobernador Ruby Laffoon. En 1937, Sanders expandió su restaurante a 140 asientos y en 1940 adquirió un motel al otro lado de la avenida, el Sanders Court & Café.
Sanders no estaba satisfecho con los 35 minutos que tomaba preparar su pollo en una sartén para freír pero el no quería freír de manera profunda. A pesar de que era un proceso más rápido, en la opinión de Sanders producía pollo seco y crujiente que estaba cocido de forma desigual. Por otra parte, si preparaba el pollo previamente a una orden, había algo de desecho al final del día. En 1939, las primeras cocinas comerciales a presión fueron lanzadas al mercado, principalmente diseñadas para vegetales al vapor. Sanders compró una y la modificó para obtener una freidora a presión, la que posteriormente utilizó para preparar pollo. El nuevo método redujo el tiempo de producción para ser comparable el método para freír de manera profunda, manteniendo, en la opinión de Sanders la calidad del pollo frito en la sartén. En julio de 1940, Sanders finalizó lo que pasó a ser conocido como su receta original de 11 hierbas y especias. A pesar de que nunca reveló de manera pública su receta, admitió usar sal y pimienta y mencionó que los ingredientes se encontraban en "la repisa de cualquier persona".
Después de ser reafirmado como el Coronel Kentucky en 1950 por el Gobernador Lawrence Wetherby, Sanders comenzó a vestirse como tal, dejando crecer una perilla y usando un abrigo levita negro (posteriormente cambiándolo a un traje blanco, una corbata en lazo, y refiriéndose a sí mismo como "Coronel". Sus socios aceptaron el cambio de título, "bromeando al principio y posteriormente de manera sincera" de acuerdo con el biógrafo Josh Ozersky.

## Primeras Franquicias

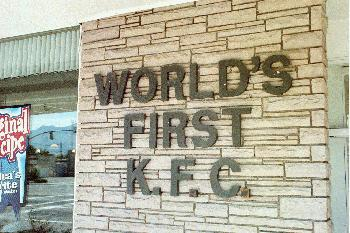
La primera franquicia de KFC, ubicada en la ciudad de Salt Lake.

El Sanders Court & Café generalmente servía a viajeros, de modo que cuando la ruta planeada en 1955 para la Interestatal 75 ignoraba Corbin, Sanders vendió sus propiedades y recorrió los Estados Unidos para vender su concepto de pollo a propietarios de restaurantes. Propietarios de restaurantes independientes pagarían cuatro centavos por cada pollo vendido como un monto de franquicia (posteriormente se incrementó a cinco centavos), a cambio de la "muestra secreta de hierbas y especies" de Sanders, su receta y método, y el derecho de anunciarse utilizando su nombre y apariencia. En 1952 había exitosamente franquiciado su receta de pollo a Pete Harman de South Salt Lake, Utah, el operador de uno de los más grandes restaurantes en la ciudad.
Don Anderson, un pintor de letreros contratado por Harman, acuñó el nombre "Kentucky Fried Chicken". Sanders adoptó el nombre porque distinguía a su producto del pollo frito a profundidad "Pollo frito del sur" que se encontraba en los restaurantes. Harman afirmó que en su primer año de vender "Kentucky Fried Chicken", las ventas de su restaurante se triplicaron, con un 75% que provenía de la venta de pollo frito. En Utah, un producto de Kentucky era exótico y evocaba la imagine de la Hospitalidad Sureña.
Debido a que las franquicias era el modo de operar, el éxito de KFC dependía del trabajo de las primeras franquicias, y Harman ha sido descrito como el "co-fundador virtual" de la cadena por el biógrafo de Sanders. Harman creó la frase "Para chuparse los dedos", la cual fue eventualmente adoptada como eslogan de la cadena entera. En 1957 Harman empaquetó 14 piezas de pollo, cinco panecillos y un recipiente de salsa gravy en una cobra de cartulina, y lo ofreció a las familias como una "comida completa" por $3.50 dólares (alrededor de $30 dólares en el 2014). Primero puso a prueba el empaque como un favor hacia Sanders, quien había llamado de parte de una franquicia de Denver que no sabía que hacer con 500 cubetas de cartulina que había comprado de un vendedor viajero.
Para 1956, Sanders tenía seis u ocho franquicias, incluyendo Dave Thomas, quien eventualmente fundó la cadena de restaurantes Wendy's . Thomas desarrolló el gráfico rojo que da vuelta a la cubeta, fue un defensor temprano del concepto de  comida para llevar del que Harman fue pionero, e introdujo una forma de contabilidad que Sanders extendió a toda la cadena de KFC. Thomas vendió sus acciones en 1968 por $1 millón de dólares (alrededor de $7 millones de dólares al 2013), y se convirtió en administrador regional para todos los restaurantes KFC al este del  Mississippi antes de fundar Wendy's en 1969.
En 1956, Sanders trasladó la sede de Corbin a Shelbyville, Kentucky, lo que le ofreció redes de transporte superiores a través de las cuales fue capaz de distribuir sus especias, cocinas a presión, cartones para llevar y material de publicidad para las franquicias.

## Venta por parte de Sanders y rápido crecimiento
KFC popularizó al pollo en la industria de la comida rápida, diversificando el mercado desafiando el dominio establecido por la hamburguesa. En 1960 la compañía tenía alrededor de 200 restaurantes con franquicia; para 1963 esto había crecido a más de 600, convirtiéndolo en la operación de comida rápida más grande de Estados Unidos. En 1963, Sanders conoció a John Y. Brown, Jr, un joven vendedor de enciclopedias en Kentucky, quien le explicó que deseaba unirse a la compañía. Sanders en vez de eso propuso la venta de la compañía debido a que las habilidades de negocios no se le daban de manera natural y carecía de un obvio o dispuesto heredero entre sus familiares.
Careciendo de suficientes fondos el mismo. Brown convenció al financiador Jack C. Massey de proveer el 60% del capital de la adquisición, e id una contribución el mismo, con contribuciones más pequeñas por parte del tenedor de franquicia y los funcionarios de la compañía Lee Cummings and Harlan Adams. Fue entonces que Sanders comenzó a tener dudas acerca de vender la compañía, debido a que algunos miembros de su familia estaban en contra de eso. El grupo adquirió la compañía en 1964 por $2 millones de dólares (alrededor de $15 millones de dólares al 2013). El contrato incluía un salario de por vida para Sanders y el acuerdo de que el sería el encargado del control de calidad de la compañía y la marca.

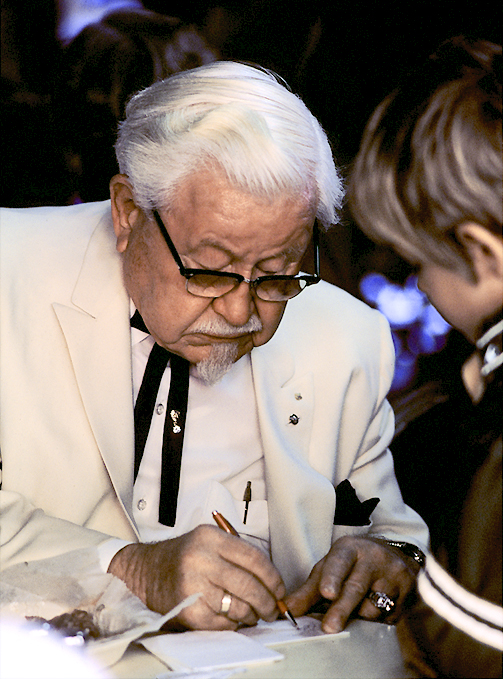
Harland Sanders como el personaje de "The Colonel". 1974.

Massey y Brown introdujeron la estandarización a la compañía fragmentada. Después de visitar las operaciones de Pete Harman's en Utah, comenzaron a implementar el modelo de stand-alone para llevar a lo largo de la compañía entera. Se les ordenó a las franquicias quitar de la lista sus propios elementos para que pudieran concentrarse en los productos de KFC. Los restaurantes fueron remodelados con un patrón distintivo de rayas rojas y blancas y tejados con cúpulas. El despliegue de tiendas independientes aceleró el crecimiento de la compañía el hecho de que los establecimientos vendían exclusivamente pollo probó ser más atractivo para franquicias potenciales.
A pesar de vender la compañía, Sanders retuvo significativa autoridad moral sobre los ejecutivos y las franquicias, y demostraba su forma de pensar cuando no estaba de acuerdo con las decisiones corporativas. Cuando Massey trasladó la sede de la compañía de Kentucky a Nashville, Tennessee, Sanders expresó su desacuerdo. El creía que la compañía había renegado en su contrato con el cuando abrieron operaciones en Canadá, disputando que el contrato le había garantizado los derechos exclusivos para operar ahí. KFC fue forzado a renegociar con Sanders respecto a las actividades Canadienses, debido a que el poseía lo equivalente a $1.5 millones de las acciones y lo estaba utilizando para evitar que Massey hiciera pública la compañía hasta que el tema en cuestión se tratara. Brown y Massey reclamaron que Sanders únicamente tenía derechos para procesar pollo en Canadá. Después de que re-negociaron el contrato para garantizar a Sanders los derechos exclusivos sobre Canadá, el les vendió sus acciones, y la compañía se hizo pública en 1966. Después de hacerse pública, la compañía compró 600 franquicias, y las operó directamente por sí misma. Más tarde ese año, Massey renunció a la administración del día a día de la compañía (a pesar de que permaneció como presidente), y Brown anunció que la sede sería trasladada a Louisville, Kentucky.
En 1967, KFC se había convertido en el sexta cadena de restaurantes más grande en Estados Unidos por volumen de ventas y 30% de sus ventas eran para llevar. Brown sentía que la compañía se tenía que expandir rápidamente, u otros rivales emergentes como Church's Chicken le robarían el liderazgo a la compañía; 863 establecimientos fueron abiertos en 1968. El crecimiento de la compañía impulsó el valor de sus acciones a un nivel "estratosférico", de acuerdo con Reuters, y en 1969 fue ensillada en el New York Stock Exchange. Mientras tanto, KFC creó asociaciones con otras compañías. Brown creía que la marca del Coronel Sanders podría ser usada para vender cualquier cosa, y lanzó la cadena de restaurantes "Carne Asada Kentucky", y los moteles "Colonel Sanders Inns". Las dos compañías rápidamente fallaron, a pesar de que la cadena de carne asada tenía más de 100 establecimientos para 1970. Ese mismo año, creó una sociedad conjunta con la cadena de  fish and chips  con base en California llamada H. Salt Esquire, la cual probó ser más exitosa, pero fue liquidada en 1980.
Massey renunció como presidente de la compañía en marzo de 1970, y Brown tomó su rol. La cadena había alcanzado los 3,000 establecimientos en 48 países en 1970, pero la expansión era frecuentemente caótica y pobremente ejecutada. Cuando fue promovido a administrador regional, Dave Thomas se quejó de que la compañía se había vuelto muy corporativa y que Brown carecía de una habilidad motivacional. Un miembro de la administración sénior de KFC describió la estrategia internacional como "lanzar lodo al mapa en la pared, y esperar que un poco de eso se adhiriera". El primer establecimiento en Japón se abrió después de solo dos semanas de preparación, y demostró ser una costosa falla, perdiendo $400,000 durante su mes de apertura y desechando más pollo del que se vendía. Los problemas operacionales se aclararon en julio de 1971, después de que la compañía reportara su primer estado de resultados del periodo semestral previo.

## Heublein y la relación de tensión con Sanders; R.J. Reynolds

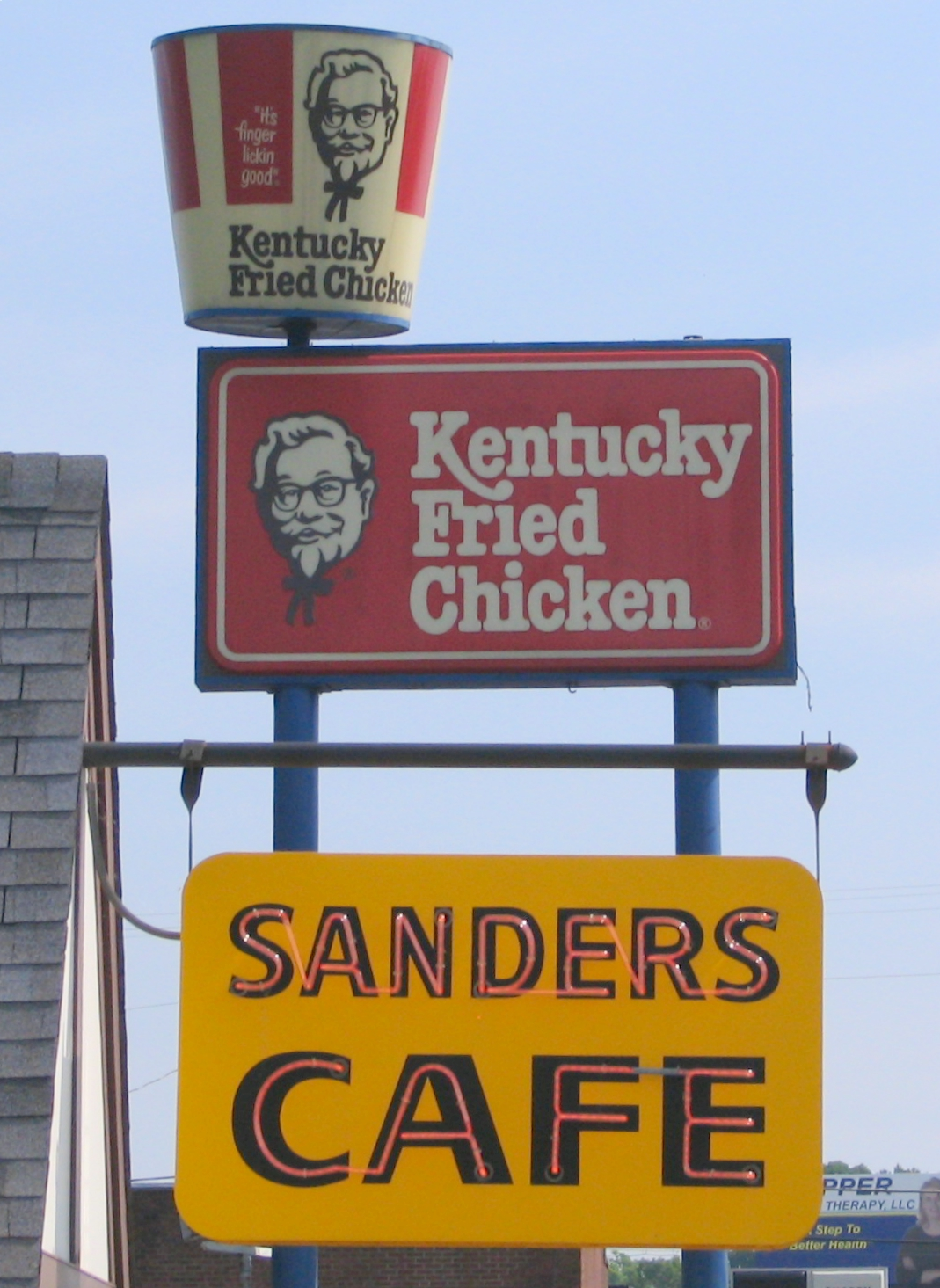
Este cartel muestra el logo de KFC como se utilizaba entre 1978 y 1991.

Una vez que fue muy grande para ser manejada por Sanders, Kentucky Fried Chicken creció para abrumar a John Y. Brown también. En julio de 1971, Brown vendió la compañía a Heublein, una corporación de comida empacada y bebidas con sede en Connecticut, por $285 millones de dólares (alrededor de $1.6 billones de dólares al 2013). Brown personalmente ganó alrededor de $35 millones de la venta. Reuters opina que la adquisición probablemente salvó a la compañía del desastre. Heublein planeó incrementar el volumen de KFC con sus ventas y experiencia en mercadotecnia.
Mientras tanto, Church's Chicken comenzó a tomar la participación de mercado de KFC ofreciendo asientos al interior y "Pollo Crujiente". KFC introdujo su propio "Pollo Extra Crujiente" en 1972. La introducción de costillas a la barbacoa en 1973 causó "tremendos" problemas operativos. Después de que el producto fue lanzado hubo una escasez de puerco, lo que llevó a los precios más allá de lo que los clientes estaban dispuestos a pagar. Cuando la administración retiró el producto, ellos se dieron cuenta de que las ventas de pollo frito habían estado disminuyendo. Mientras tanto, Sanders lamentaba cada vez más haber vendido la compañía, y su relación con los nuevos dueños se deterioró. Él comenzó a quejarse en los medios de que la compañía había disminuido la calidad de la comida: 
¡Por Dios, el gravy es horrible! Compran agua del grifo por 15-20 centavos por mil galones y la mezclan con harina y almidón y terminan con engrudo para papel tapiz... Y otra cosa, la nueva receta crujiente no es nada en el mundo más que una bola de masa frita pegada en un poco de pollo.
El arrebato impulsó a una franquicia de KFC en Bowling Green, Kentucky, a tratar de demandar sin éxito a Sanders por difamación. En 1973, Heublein trató de demandar a Sanders después de que abrió un restaurante en Shelbyville, Kentucky, bajo del nombre de "Claudia Sanders, the Colonel's Lady Dinner House". En represalias, Sanders, trató de demandar a Heublein por $122 millones de dólares (alrededor de $570 millones de dólares al 2013) por el supuesto uso indebido de su imagen para promover productos que el no había ayudado a desarrollar, y por obstaculizar su habilidad para franquiciar restaurantes. Un vocero de Heublein lo describió como un "traje molesto". En 1975, Heublein se arregló extrajudicialmente con Sanders por $1 million de dólares (alrededor de $4 millones para el 2013), y permitió operar a su compañía con el nuevo nombre de : "Claudia Sanders Dinner House".
Heublein no tenía experiencia previa en la operación de establecimientos de comida rápida. El exceso de confianza llevó a KFC a fracasar en mercados internacionales como Hong Kong, el cual la compañía abandonó después de dos años de operación. Sanders continuó atacando a Heublein públicamente, y en 1976 se quejó de que la compañía "no sabía lo que hacia" y que era "totalmente embarazoso" tener su imagen asociada a un producto de tan pobre calidad. Las 800 tiendas que poseía la compañía se habían hecho no rentables para 1978.
Heublein promovió a Michael A. Miles para dirigir la cadena en 1977 y a Miles se le da el crédito de salvar la compañía y alinearla de nuevo instituyéndola de vuelta a su fórmula básica. Miles renovó las tiendas e introdujo asientos en el interior y ventanillas de servicio en el auto. Cajas registradoras electrónicas produjeron cuentas de clientes diarias, inventarios, estados de resultados, de modo que los problemas pudieran ser identificados rápidamente. KFC se expandió intenacionalmente en los años 70's y 80's, particularmente en Japón, Australia y Reino Unido. Miles también atrajo a Sanders de vuelta, y escuchó sus recomendaciones sobre el negocio. Cambios subsecuentes resultaron en 30 meses consecutivos de incrementos en las ventas para finales de 1980.
Sanders falleció en 1980 de pneumonia, habiendo viajado de 200,000–250,000 millas hasta ese momento, principalmente por carro, promoviendo su producto. Llamándose a sí mismo "Coronel Sanders", Harland se convirtió en una figura prominente de la historia cultural Americana, y su imagen permanece ampliamente utilizada en la propaganda de KFC.
Había 5,800 establecimientos de KFC para 1983, localizados en 55 países diferentes. Ese año la General Cinema Corporation adquirió 18 por ciento de Heublein, quien temiendo una adquisición agresiva, se acercó a la firma de tabaco, para actuar como caballero blanco y adquirir la compañía por $1.3 billones. Ese año, Michael Miles renunció como presidente de KFC para tomar su rol como CEO de Kraft Foods, y Richard Mayer tomó su puesto. Reynolds tuvo que lidiar con la introducción de los McNuggets de Pollo en la cadena de McDonald's en 1983; KFC introdujo su línea de nuggets, llamada "Kentucky Nuggets" en 1985. En 1984, Reynolds dedicó $168 millones para una expansión de capital de KFC.

## Adquisición por PepsiCo
En julio de 1986, Reynolds vendió KFC a PepsiCo por un valor de libros de $850 millones de dólares (alrededor de $1.8 billones en 2013). Al mismo tiempo, PepsiCo tenía interés en bebidas sin alcohol y bocadillos, y también poseía las cadenas de restaurantes Pizza Hut y Taco Bell. Reynolds cedió KFC para pagar su deuda relacionada con su reciente adquisición de Nabisco y para concentrarse en su propio negocio de tabaco y comida empacada. Se anticipó que PepsiCo traería su experiencia en comercialización a la compañía. Dan Koeppel de Adweek creía que la cadena había estado sufriendo de negligencia corporativa, estancamiento de menú y mensajes de mercadotecnia mezclados; Nancy Giges de Advertising Age sentía que la cadena había sido "astutamente revivida" por by R. J. Reynolds. El presidente de KFC Richard Mayer era de la opinión de que Reynolds había tratado la división de restaurantes como un "hobby".
La adquisición por parte de PepsiCo fue vista por algunos analistas como un medio para la compañía para incrementar su venta de bebidas. El presidente de PepsiCo D. Wayne Calloway negó que la preferencia de bebidas no alcohólicas fuera un factor de adquisición en KFC. La administración de KFC le había dado previamente a las franquicias la libertad de vender cualquier tipo de bebidas que quisieran, pero PepsiCo estableció que esperaba convencerlos de tener productos de Pepsi. Antes de la adquisición, solo 1,000 de los 6,500 establecimientos de KFC vendían Pepsi Cola, y PepsiCo cambió a 1,800 establecimientos para que vendieran sus propios refrescos con efecto inmediato. La adquisición de KFC por parte de PepsiCo llevó a que algunos competidores se cambiaran de Pepsi a Coca-Cola. Uno de los primeros cambios fue Wendy's, cuyo presidente, Robert Barney, estableció, "Los intereses de PepsiCo se encuentran en conflicto ahora con Wendy's y no apoyaremos a una compañía que trata de hacer sus clientes a nuestros clientes" En 1990, Burger King también se cambió a Coca-Cola de PepsiCo, citando al crecimiento de PepsiCo como un rival como un "gran factor" en el cambio. Para 1998, la mayoría de las franquicias de KFC habían acordado tener los productos de PepsiCo.
En noviembre de 1987, KFC, se convirtió en la primera cadena de restaurantes occidentales en China, con un establecimiento en Beijing. En 1989, las ventas del primer trimestre se elevaron 30 por ciento a $280 millones de dólares. En julio, el presidente y CEO Richard Meyer dejó KFC para convertirse en CEO de Kraft Foods, y fue remplazado por John Cranor III.

### Crecimiento internacional y disputas de franquicias bajo la administración de John Cranor III
En agosto de 1989, Cranor propuso enmiendas al contrato existente de 1976 para las franquicias en EUA: PepsiCo podría tomar las franquicias débiles, los restaurantes existentes no estarían salvaguardados contra la competencia de nuevos establecimientos, y PepsiCo no tendría el derecho de incrementar el pago de regalías. El contrato fue controversial entre los franquiciatarios, quienes respondieron con una demanda, y el asunto no se resolvió hasta 1996. PepsiCo fue acusada de comportamiento imperioso hacia las franquicias, quienes creían que estaban deteniendo el crecimiento de la firma, mientras que las franquicias consideraban que habían sido la columna vertebral de la compañía durante una sucesión de dueños corporativos indiferentes.
Cranor gastó $42 millones reestructurando las operaciones de la compañía a nivel mundial. El invirtió $50 millones adicionales para remodelar los establecimientos y $20 millones en un nuevo sistema de computadoras para ligar las cajas registradoras de los establecimientos con la cocina, una ventana para servicio en el auto, oficinas de administradores y oficinas de sede de la compañía. Cranor también expandió la cadena a locaciones no tradicionales, comenzando con un kiosco de 159 pies cuadrados con menú limitado en la planta de ensamblaje de General Motors en Dayton, Ohio. Entre 1986 y 1991, la cadena construyó más de 2,000 establecimientos para llegar a un total de 8,500 establecimientos, y creció sus ventas de $3.5 billones a $6.2 billones. La cadena tuvo que contender con un incremento de pollo a la parrilla a medida que los Americanos se hicieron más conscientes de su salud. KFC se encontró a sí mismo compitiendo contra el negocio creciente de la cadena de restaurantes El Pollo Loco , así como Burger King, que había recientemente introducido la BK Broiler, una hamburguesa de pollo a la parrilla. Retrasos en el desarrollo del producto, cocinas reducidas y la disputa de franquicias en marcha no permitieron que la cadena desarrollara su propio producto a la parrilla.
En marzo de 1991 el nombre de KFC fue oficialmente adoptado, a pesar de que la cadena ya era conocida ampliamente de ese modo. El cambio fue aconsejado por la agencia de consultoría de marca Schechter Group. La investigación demostró que el 80 por ciento de los clientes ya asociaban las iniciales "KFC" con Kentucky Fried Chicken. Un vocero de la cadena dijo que representaba su menú, el cual se estaba alejando de vender únicamente productos fritos. Kyle Craig, presidente de KFC EUA, admitió que el cambio era un intento para distanciar a la cadena de las connotaciones no sanas de la palabra "frito". En 1994, Milford Prewitt elogió la "reposición a tiempo y astuta" en Nation's Restaurant News. Por otro lado, un editorial en el 2005 en Advertising Age establecía que "el abandono de un nombre venerable por parte de la cadena y distanciamiento de la palabra frito-era poco convincente y dañino. Hizo difusa a una marca clara."
A principios de los años 90's se dio el lanzamiento de productos exitosos en la cadena, incluyendo las picantes "Hot Wings" (lanzadas en 1990), palomitas de pollo (1992), y, fuera de EUA, la "Zinger", una hamburguesa de filete de pollo picante (1993). En 1993, pollo estilo rostizado, bajo el nombre "Colonel's Rotisserie Gold", fue introducido en el 30 por ciento de los establecimientos en EUA. Sin embargo, a pesar de una inversión de $100 millones en mercadotecnia, el producto falló en ganar acción de ventas. El lanzamiento de pollo sin piel, diseñado para parecer más conscientes con la salud, falló; a los clientes no les gustó la textura poco familiar, y el producto resultó en crecientes gastos generales, lo que contribuyó a un descenso de 37 por ciento en las ganancias operativas en 1991.
En junio de 1991, Singapur fue elegido para el lanzamiento del primer menú de desayuno de KFC. Los productos incluían omelettes de pollo y huevos revueltos vendidos bajo el anuncio de "Desayuno Campesino del Coronel". Singapur fue elegido para el lanzamiento debido al crecimiento del mercado del desayuno en ese país.
Mientras la división de EUA se encontraba en problemas, convirtiéndose en la parte más débil de la división de restaurantes de PepsiCo, las ventas en todos los demás lugares se dispararon, con éxito particular en Japón. Para 1992, casi la mitad del retorno de la compañía venía de afuera de EUA. Para 1993, KFC en la región Asia Pacífico representaba el 22 por ciento de las ventas de KFC. John Cranor anunció, "Estamos observando una oportunidad casi ilimitada de crecimiento en Asia". Para 1993, KFC era el wider en la comida rápida oriental en Corea del Sur, China, Tailandia, Malasia e Indonesia, y era el segundo ante McDonald's en otros mercados asiáticos, incluyendo Japón y Singapur. Las operaciones internacionales continuamente florecieron mientras que la administración local ignoraba o incluso desafiaba la dirección general de Louisville.

### Señalamiento de David Novak como Presidente
En 1994, KFC tenía un total de 9,407 establecimientos mundialmente, incluyendo 5,149 establecimientos en EUA, y más de 100,000 empleados. Ese año la cadena comenzó a tener problemas después de que competidores como McDonald's introdujeran ofertas de valor en sus menús. Después de una serie de decepciones en las ganancias trimestrales, Cranor dejó la compañía en enero de 1994. En su levantamiento, dos ejecutivos con antecedentes en mercadotecnia fueron señalados por revivir la compañía. Roger Enrico fue señalado como el CEO de los restaurantes de PepsiCo a nivel mundial, y David C. Novak fue nombrado Presidente de KFC en América del Norte.
En 1995, Novak introdujo exitosamente dos nuevos productos — Tiras Crujientes (tiras de pollo empanizadas) y pie de pollo — el primer gran producto lanzado en casi dos años. Novak le da crédito a una mejorada y más abierta relación con las franquicias para la introducción de dos nuevos elementos: las Tiras Crujientes fueron inventadas en una franquicia de  Arkansas y el pie fue desarrollado de manera similar entre las franquicias. Mientras tanto, los elementos menos populares como muffins de maíz, fueron removidos del menú. Al mismo tiempo, Enrico redujo la competencia creciente entre KFC y sus compañías hermanas, Taco Bell y Pizza Hut; Taco Bell había comenzado a ofrecer sus propios productos de pollo, y KFC había atacado a Pizza Hut en su publicidad.
En 1996 la compañía reparó su relación con sus franquicias inmediatamente deshaciéndose de los términos más contenciosos del contrato que habían sido propuestos por el presidente John Cranor cinco años antes. El contrato de 1976 fue restaurado, incluyendo la exclusividad de establecimientos en una zona de 1.5 millas, mientras que la compañía ganaba un mayor control en la publicidad nacional. Novak también suprimió el producto rostizado e introdujo un nuevo elemento no frito llamado Tender Roast. Tender Roast fue servido por pieza como en el caso del pollo frito, a diferencia del producto rostizado, el cual había sido vendido por porciones de cuartos, mitades o pollo entero. Posteriormente, Novak observó un crecimiento consecutivo por diez trimestres fiscales en KFC de América del Norte. Como resultado de su éxito en KCF de América del Norte, Novak se hizo presidente y CEO de la organización entera en 1996.

## Separación como Tricon (posteriormente Yum! Brands)

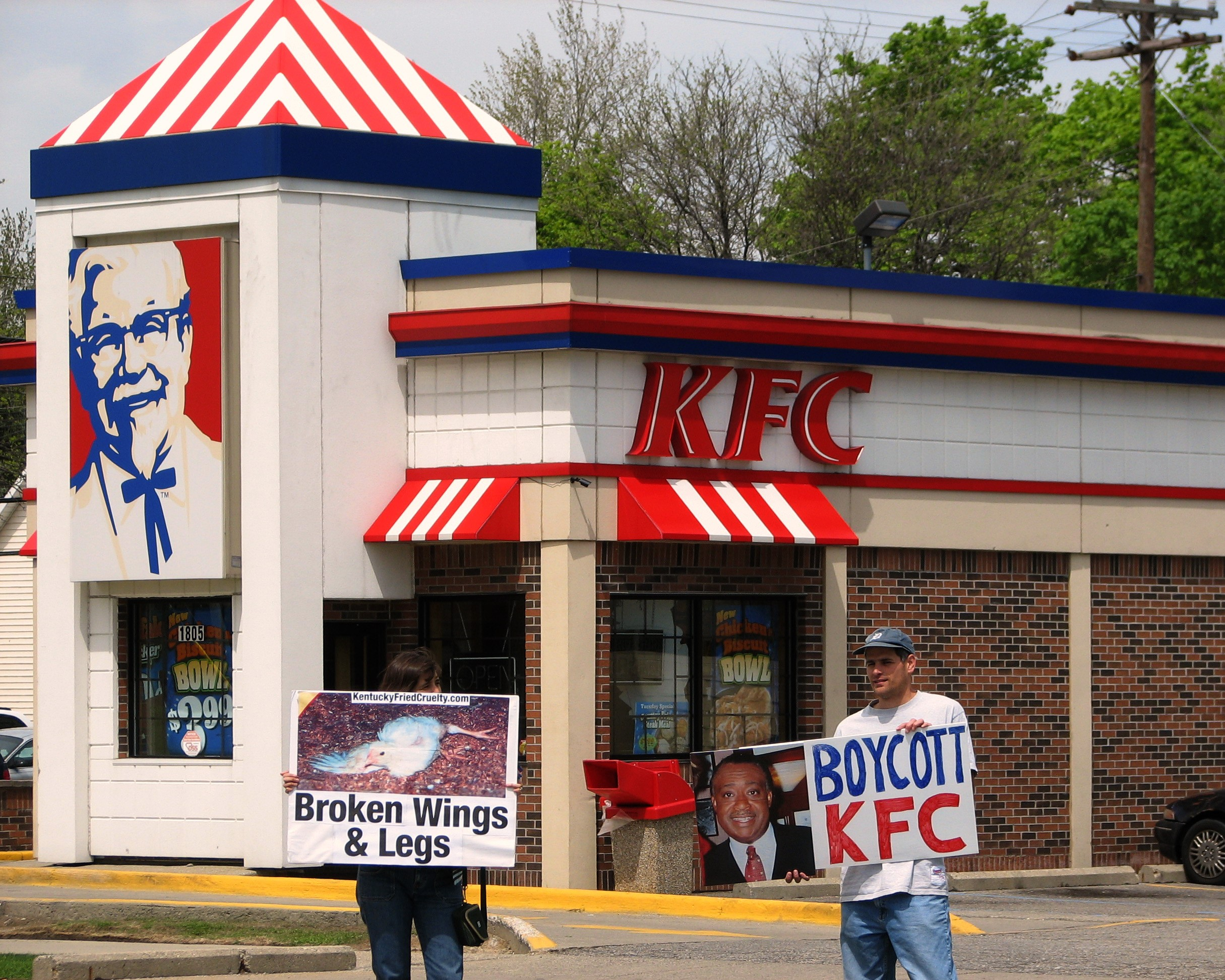
Protestantes fuera de un KFC en Michigan en el 2007.

En agosto de 1997, PepsiCo separó su división de restaurantes que se desempeñaba de manera pobre, como una compañía pública valuada en $4.5 billones (alrededor de $6.5 billones en 2013). A pesar de que KFC había tenido un buen desempeño, Pizza Hut y Taco Bell habían tenido un mal desempeño. La nueva compañía nombrada. Tricon Global Restaurants, tenía 30,000 establecimientos y ventas anuales de $10 billones de dólares (alrededor de $14 billones de dólares en 2013) en ese momento, estando detrás únicamente de McDonald's en ventas globales.
A partir del giro del siglo XXI, la comida rápida ha sido criticada por su relación a la obesidad y al impacto ambiental. El libro de Eric Schlosser Fast Food Nation (2002) y el documental de Morgan Spurlock Super engórdame (2004) reflejan estas preocupaciones. A partir del 2003, la People for the Ethical Treatment of Animals (PETA) ha protestado en contra de los proveedores de KFC de manera mundial con la campaña Kentucky Fried Cruelty. PETA ha mantenido miles de demostraciones, algunas veces en las ciudades natales de los ejecutivos de KFC, y el CEO David Novak fue cubierto en sangre falsa por un protestante. El presidente de KFC Gregg Dedrick dijo que PETA caracterizó mal a KFC como un productor de aves más que un comprador de pollos. En 2008, Yum! mencionó: "Como un gran comprador de productos alimenticios, tiene la oportunidad y responsabilidad de influenciar la manera en la que los animales que se nos proveen son tratados. Nosotros tomamos responsabilidad muy en serio, y monitoreamos a nuestros proveedores en una base continua."

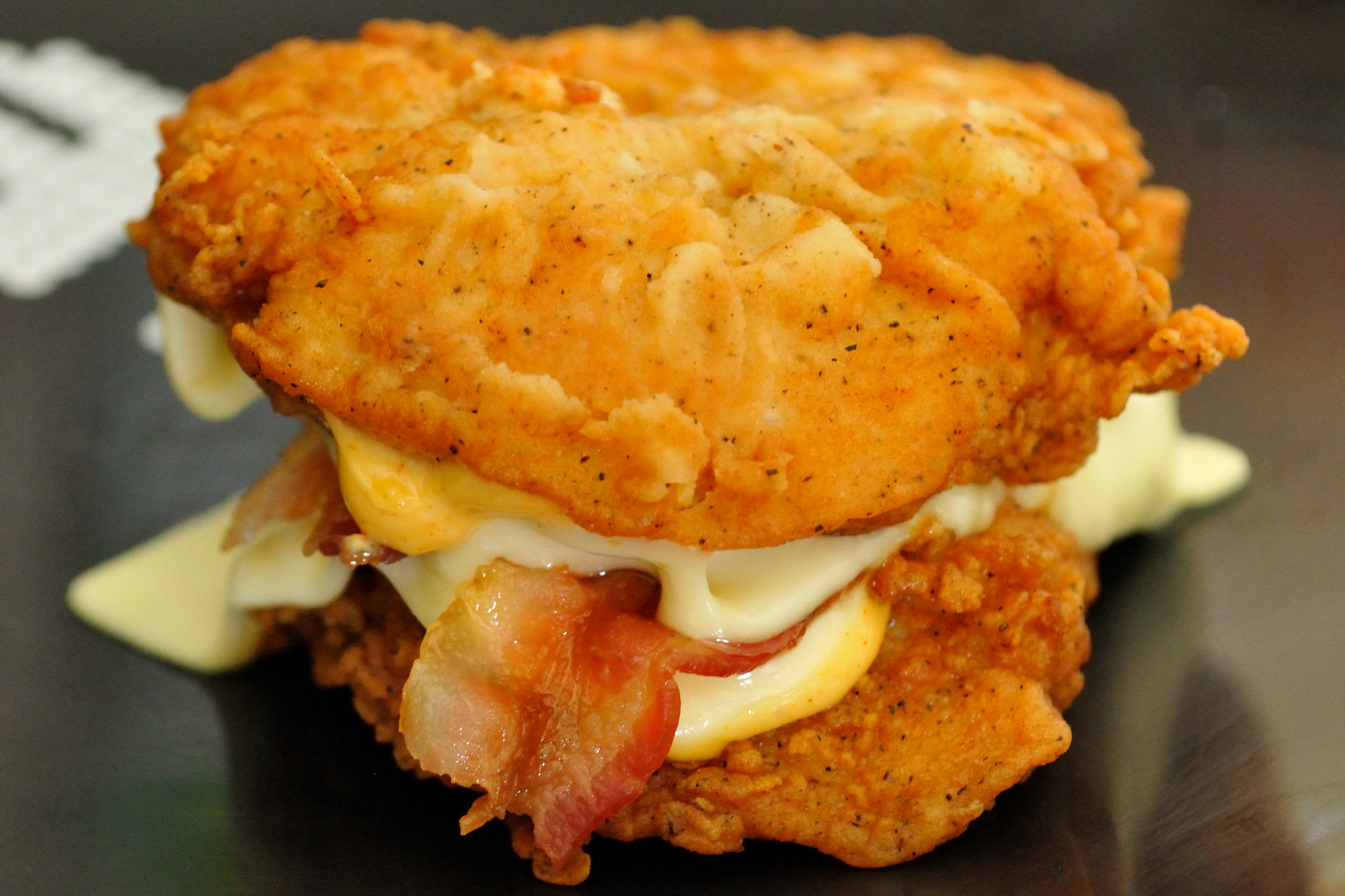
El sándwich Double Down fue lanzado en el 2010.

Tricon fue renombrado Yum! Brands en mayo de 2002. En ese año la cadena tuvo que contender con el lanzamiento de la Whopper de Pollo de Burger King, así como las ofertas de pollo de las cadenas de Domino's Pizza y Papa John's pizza . En tres meses la Whopper de Pollo se convirtió en el lanzamiento más exitoso de todos los tiempos de Burger King, con ventas de 50 millones. En septiembre del 2002, las ventas de KFC estaban 10 por debajo del año anterior. Del 2002 al 2005, KFC experimentó tres años de ventas débiles cuando una baja inversión en desarrollo de productos dejó a la marca "cansada y pobremente posicionada" de acuerdo con la consultora independiente Restaurant Research. Una línea de pollo rostizado fue introducida en el 2004 sin éxito, y el miedo provocado por la gripe aviar del 2005 disminuyó temporalmente las ventas por casi 40 por ciento. KFC respondió en marzo de 2005 añadiendo una pequeña hamburguesa llamada el "Snacker" Probó ser uno de los productos de lanzamiento más exitosos a la fecha, con más de 100 millones en ventas. En mercados internacionales KFC introdujo la "Boxmaster", un wrap del tarmac de una comida en una caja. KFC también comenzó a rehacer la imagen de la marca en EUA, trayendo el nombre completo de "Kentucky Fried Chicken" a algunos establecimientos y regresando los retratos del coronel Sanders.
En 2009, fue el lanzamiento internacional de KFC de su línea de bebidas congeladas Krusher. El producto buscaba introducir un bocadillo entre comidas para KFC, y la publicidad fue dirigida a los adolescentes. En abril de 2010, el sándwich Double Down fue lanzado. Criticado como un producto no sano, compuesto por dos piezas de pollo frito en lugar de un bollo de pan convencional- Ha probado ser un éxito para la compañía con 15 millones de Double Downs vendidos mundialmente entre marzo de 2011 y marzo del 2013. En septiembre del 2012 el pequeño sándwich de pollo regresó en los Estados Unidos.
Para diciembre de 2013, había 18,875 establecimientos de KFC en 118 países y territorios alrededor del mundo. KFC es la segunda cadena de restaurantes más grande en el mundo por ventas después de McDonald's.
En abril de 2014, Yum! anunció que las ventas del primer trimestre de KFC habían aumentado un 11 por ciento en China, después de una caída de 15% en el 2013.
En julio de 2014, las autoridades chinas clausuraron las operaciones en Shanghái del OSI Group, debido a alegaciones de que había proveído a KFC con carne expirada. Yum! inmediatamente terminó el contrato con el proveedor y estableció que la revelación había llevado a una significativa reducción en las ventas.